# 1137
Високе Середньовіччя  •  Золота доба ісламу  •  Реконкіста  •  Хрестові походи  •  Київська Русь

## Геополітична ситуація
Візантію очолює Іоанн II Комнін (до 1143). Завершилося правління Лотара II в Священній Римській імперії, Людовик VII Молодий став королем Франції (до 1180).
Апеннінський півострів розділений: північ належить Священній Римській імперії, середню частину займає Папська область, більша частина півдня належить Сицилійському королівству. Деякі міста півночі: Венеція, Піза, Генуя, мають статус міст-республік.
Південь Піренейського півострова захопили Альморавіди. Північну частину півострова займають християнські Кастилія, Леон (Астурія, Галісія), Наварра та Арагонське королівство (Арагон, Барселона). Королем Англії є Стефан Блуаський (Етьєн де Блуа, до 1154), триває громадянська війна в Англії 1135—1154. Королем Данії став Ерік III (до 1146).
У Київській Русі княжить Ярополк Володимирович (до 1139). Утворилася Новгородська республіка. У Польщі править Болеслав III Кривоустий (до 1138). На чолі королівства Угорщина стоїть Бела II (до 1141).
На Близькому сході існують держави хрестоносців: Єрусалимське королівство, Антіохійське князівство, Едеське графство, графство Триполі. Сельджуки окупували Персію та Малу Азію, в Єгипті владу утримують Фатіміди, у Магрибі Альмохади потіснили Альморавідів, у Середній Азії правлять Караханіди, Газневіди втримують частину Індії. У Китаї співіснують держава ханців, де править династія Сун, держава чжурчженів, де править династія Цзінь, та держава тангутів Західна Ся. На півдні Індії домінує Чола. В Японії триває період Хей'ан.

## Події
- Імператор Священної Римської імперії Лотар II вів військові дії проти сицилійського короля Рожера II, зняв облогу Неаполя, оточив Рожера II в Салерно, але не зміг захопити місто. Повертаючись на північ імператор помер.
- 3 грудня, після смерті Людовика VI Товстого, королем Франції став його син Людовик VII Молодий. Молодий король одружився з Елеонорою Аквітанською.
- Граф Барселони Рамон Баранґе IV одружився з арагонською принцесою Петронілою і став правителем Арагону. Утворилося Арагонське королівство.
- У Нормандії вели війну король Англії Стефан Блуаський та донька попереднього короля Матильда.
- Королем Данії став Ерік III.
- Імад ад-Дін Зенгі захопив Триполі.
- Утворилася Ефіопська імперія. (дата приблизна)

## Народились
- Салах ад-Дін (дата неточна)